# 한국농어촌복지연구회
한국농어촌복지연구회는 농어민의 결혼사업을 통한 농어촌 복지에 관한 연구와 계몽활동 실천 목적으로 1987년 11월 24일 설립된 대한민국 농림수산식품부 소관의 사단법인이다. 사무실은 서울특별시 영등포구 여의도동 11-11 한서리빌딩 1102호에 있다.